# Újpest-városkapu (Metró Budapest)
Újpest-városkapu ist eine 1990 eröffnete Station der Linie M3 der Metró Budapest. Sie liegt zwischen den Stationen Gyöngyösi utca und Újpest-központ.
Die Station wurde 2017–2019 renoviert und befindet sich im IV. Budapester Bezirk (Újpest).

## Galerie

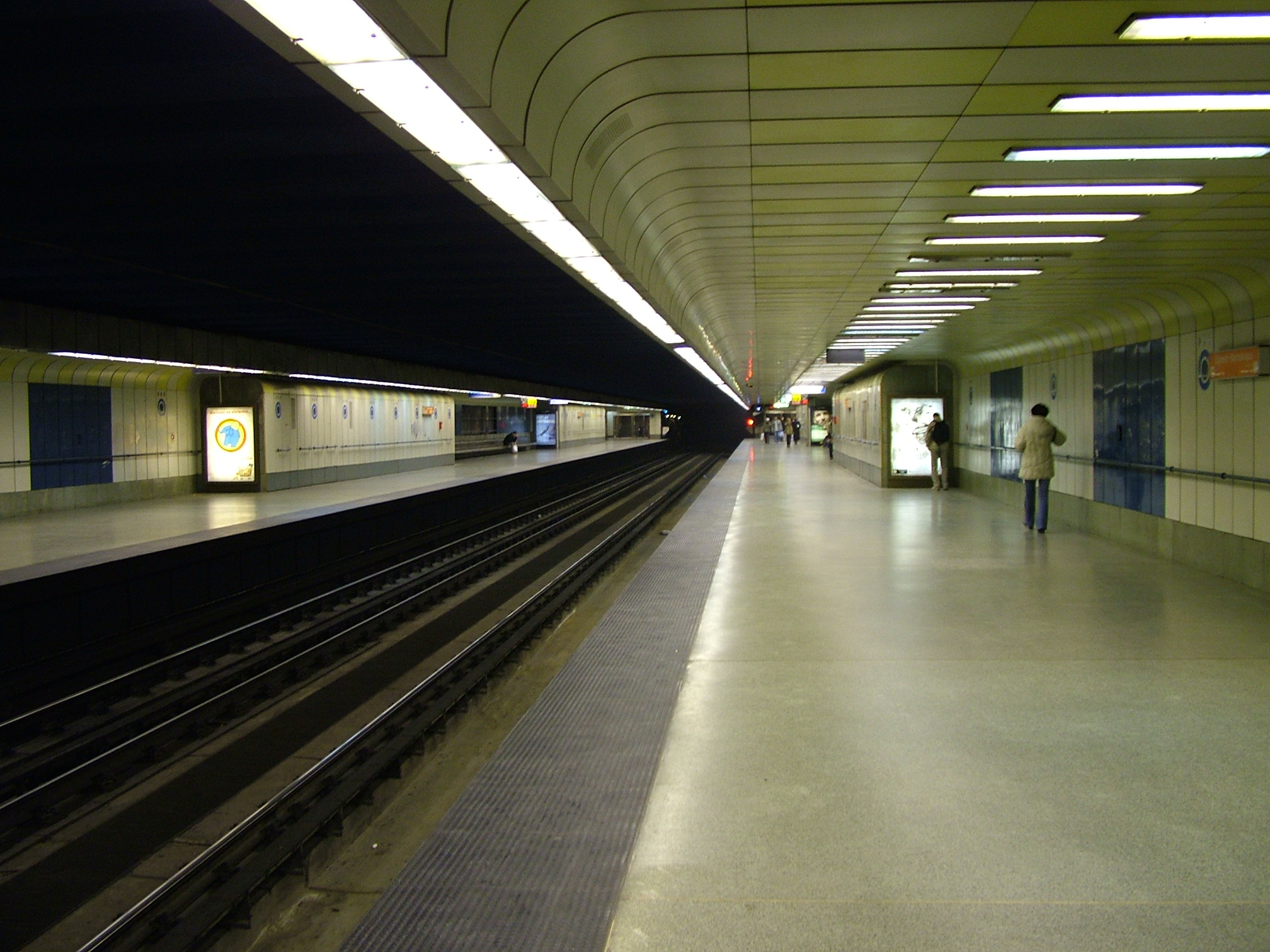
Bahnsteig vor der Renovierung
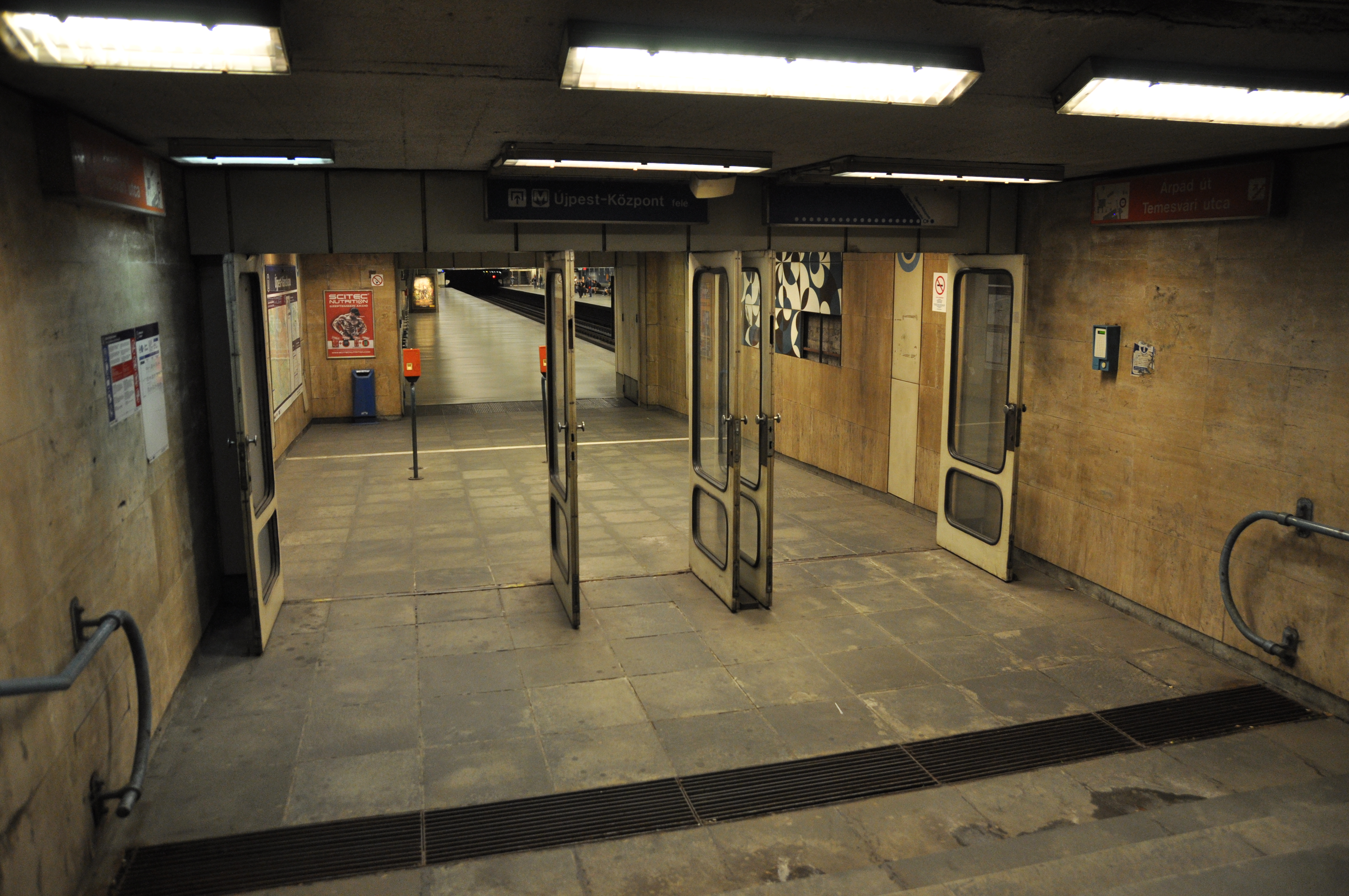
Zugang vor der Renovierung